# Bateria de Lambaré

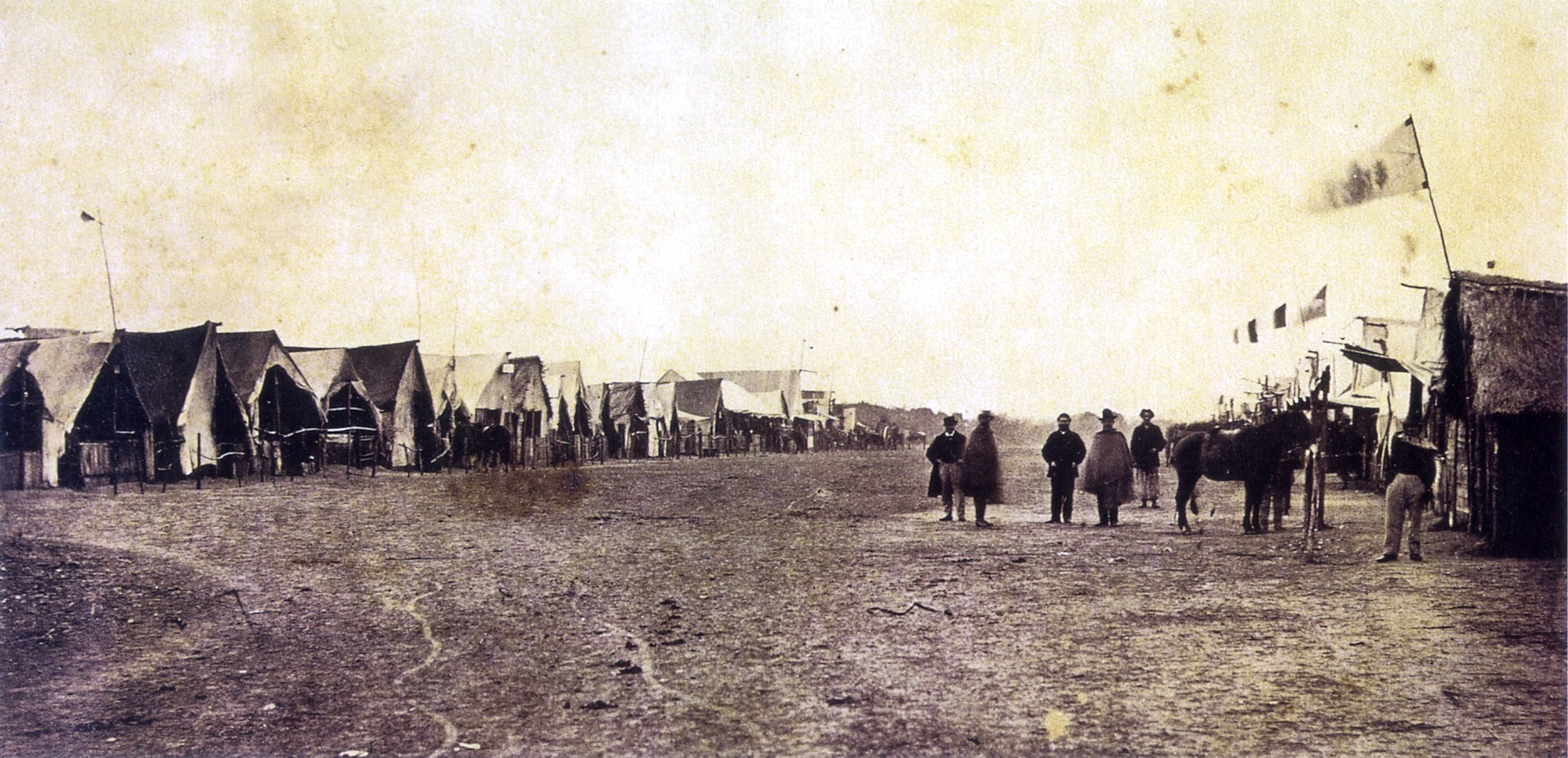
Acampamento das forças imperiais brasileiras em Lambaré

Bateria de Lambaré localizava-se na margem do rio Paraguai, em Assunção, capital do Paraguai.
Na Guerra da Tríplice Aliança (1865-1870), a bateria fazia parte da linha defensiva da capital paraguaia.
Em 21 de fevereiro de 1869, três navios da Armada Imperial Brasileira entraram na baía da capital Nossa Senhora Santa Maria da Assunção. A população em pânico, abandonou a cidade. A bateria de Lambaré era guarnecida por poucas peças de artilharia abriu fogo contra os navios sem êxito.